# Christopher Beckwith
Christopher I. Beckwith (1945) is een Amerikaans sinoloog, tibetoloog en turkoloog.
Beckwith behaalde zijn doctorsgraad aan de Indiana-universiteit in Bloomington, Indiana, op het terrein van Oeraalse en Altaïsche talen in 1977.
Beckwith is gespecialiseerd in Aziatische talen, linguïstiek en de geschiedenis van Centraal-Azië. Hij onderwijst Tibetaans en andere Centraal-Aziatische talen en Central-Euraziatische geschiedenis aan de Indiana-universiteit. Hij publiceerde een groot aantal werken.